# 成层状层积云
成层状层积云（学名：Stratocumulus stratiformis，缩写： Sc str  )，是层积云的一种，也是最常见的层积云云种。成层状高积云通常由成片延展的卷轴状或圆形云块组成，云块较为扁平。